# 阿尼姆家族
阿尔尼姆家族（德語：Arnim）是一个古老的德国贵族家族，最初来自中世纪勃兰登堡边区的阿尔特马克。该家族成员在神圣罗马帝国、萨克森王国、普鲁士王国、德意志帝国和纳粹德国担任过许多重要职务，除投身军旅和政坛外，该家族的成员在文学艺术方面有着突出的贡献。他们是现存最古老的普鲁士贵族家族之一，最早于1204年被提及。1786年10月2日，普鲁士国王腓特烈·威廉二世将家族的一个分支提升为伯爵头衔，而第二个分支则在1870年被普鲁士国王威廉一世授予相同称号。阿尔尼姆-博伊岑堡伯爵（von Arnim-Boitzenburg）是1852年至1918年间普鲁士上议院的世袭爵位。这个家族的许多分支今天仍然存在。

## 著名家族成员
- 汉斯·格奥尔格·冯·阿尔尼姆-博伊岑堡（1583–1641），德国陆军元帅、外交官和政治家
- 路德维希·阿希姆·冯·阿尔尼姆（1781–1831），德国诗人和小说家
- 貝蒂娜·馮·阿爾尼姆（1785—1859），阿希姆·馮·阿爾尼姆的妻子，德国浪漫主义诗人
- 阿道夫·海因里希·冯·阿尔尼姆-博伊岑堡（1803–1868），德国政治家，曾任第一任普鲁士内阁首长
- 斐迪南·冯·阿尔尼姆（1814–1866），德国建筑师和水彩画家
- 吉塞拉·冯·阿尔尼姆（1827–1889），德国作家
- 伊利沙伯·馮·海靖（1861—1925），德國作家，因夫改姓。其丈夫海靖男爵為外交官，曾任德國駐華公使
- 伯纳德·冯·阿尔尼姆（卒于1917年），德国海军军官
- 汉斯·于尔根·冯·阿尔尼姆（1889–1962），德国二战将军
- 伊麗莎白·阿尔尼姆（1866—1941），澳大利亚-英国小说家，因夫改姓
- 伊利斯·冯·阿尔尼姆（生于1945年），德国时装设计师
- 阿尔努夫·冯·阿尔尼姆（生于1947年），德国古典钢琴家和教师